# Гідротермічне знесірчення вугілля
Гідротермічне знесірчення вугілля — полягає в обробці подрібненого палива в автоклавах при тиску 1,75 МПа та температурі 225÷350 °С лужними розчинами, що містять гідрати оксидів натрію і кальцію.
Рідина, що містить сульфіди натрію та кальцію, регенерується вуглекислотою з утворенням сірководню, який використовується для одержання елементарної сірки. Як приклад очищення вугілля від органічної сірки можна навести метод SRC (solvent rafined coal), розроблений США. Відповідно до цього методу вугілля розчиняється в спеціальному розчиннику при температурі 450 °С та тиску 1,4 МПа у присутності водню. При цьому органічна сірка у вигляді сірководню H2S видаляється, а розчинник після регенерації повертається в цикл сіроочищення.